# Patrocínio de Sousa Marinho
Patrocínio de Sousa Marinho (,  – Três Lagoas, ) foi um político brasileiro, prefeito da cidade de Três Lagoas.
Vice-prefeito eleito de João Dantas Filgueiras para o quatriênio de 1963 a 1967, assumiu o cargo quando do afastamento do prefeito por denúncia não comprovada na justiça feita pelo governo militar.